# Trois-Bassins
Trois-Bassins là một xã thuộc tỉnh Réunion.